# Кайсин
Кайсин (рос. Кайсын) — село Усть-Канського району, Республіка Алтай Росії. Входить до складу Козульського сільського поселення.
Населення — 331 особа (2015 рік).
Село засноване у 1912 році.